# 榎原雅治
榎原 雅治（えばら まさはる、1957年 - ）は、日本の歴史学者、東京大学史料編纂所教授。中世史専門。東京大学名誉教授。

## 来歴
岡山県岡山市生まれ。岡山朝日高校卒。1980年東京大学文学部日本史学卒、1982年同大学院人文科学研究科修士課程修了、博士課程中退。同大学史料編纂所助教授、教授。2010-2013年同所長。2003年「日本中世地域社会の構造」で東大文学博士。

## 人物
2001年に、新しい歴史教科書をつくる会の教科書が検定に合格した際に、宮地正人が同教科書に掲載されている幕末にマシュー・ペリーが来航した際に白旗と「開国要求を認めないならば武力に訴える」「降参というときにはこの白旗を押し立てよ」と書かれた手紙を渡した―とするコラムを「ペリーの手紙なるものは、明々白々の偽文書である」と批判した。これに対し当時日本大学教授の秦郁彦は『諸君!』2002年2月号で、偽文書であるというのは説得力に乏しいと反論したが、それに対して榎原は再反論を行った。

## 著書
- 『日本中世地域社会の構造』校倉書房 歴史科学叢書 2000
- 『中世の東海道をゆく 京から鎌倉へ、旅路の風景』中公新書 2008／読みなおす日本史：吉川弘文館 2019 ISBN　9784642071017
- 『室町幕府と地方の社会　シリーズ日本の中世史（13）』岩波新書、2016
- 『地図で考える中世　交通と社会』吉川弘文館、2021 ISBN　9784642029698

### 共編など
- 『日本の中世 村の戦争と平和』坂田聡、稲葉継陽共著 中央公論新社 2002
- 『日本の時代史 一揆の時代』編 吉川弘文館 2003
- 『展望日本歴史 11 室町の社会』久留島典子共編 東京堂出版 2006
- 広橋兼宣『兼宣公記 第2』小瀬玄士共校訂 八木書店古書出版部 2012 史料纂集 古記録編
- 『室町幕府将軍列伝』 清水克行共著 戎光祥出版 2017

## 参考
- 『中世の東海道をゆく』著者紹介
- J-GLOBAL 研究者情報